# Vîdnivka, Krasnopillea
Vîdnivka (în ucraineană Виднівка) este un sat în comuna Hmelivka din raionul Krasnopillea, regiunea Sumî, Ucraina.

## Demografie
Componența lingvistică a localității Vîdnivka
     Ucraineană (96,55%)
     Rusă (1,72%)
Conform recensământului din 2001, majoritatea populației localității Vîdnivka era vorbitoare de ucraineană (96,55%), existând în minoritate și vorbitori de rusă (1,72%).